# السلل (نعمان)

تعديل مصدري - تعديل

السلل هي إحدى قرى عزلة المرحاض بمديرية نعمان التابعة لمحافظة البيضاء، بلغ تعداد سكانها 170 نسمة حسب تعداد اليمن لعام 2004.